# Naoki Hatada
Naoki Hatada (japanisch 畑田 真輝 Hatada Naoki; * 11. September 1990 in Matsudo) ist ein ehemaliger japanischer Fußballspieler.

## Karriere
Hatada erlernte das Fußballspielen in der Jugendmannschaft von Kashiwa Reysol. Seinen ersten Vertrag unterschrieb er 2009 bei Ventforet Kofu. Der Verein spielte in der zweithöchsten Liga des Landes, der J2 League. 2011 wurde er an den Drittligisten Blaublitz Akita ausgeliehen. 2012 kehrte er zu Ventforet Kofu zurück. Für den Verein absolvierte er sechs Ligaspiele. 2013 wechselte er zum Drittligisten AC Nagano Parceiro. 2015 wechselte er zum Ligakonkurrenten Gainare Tottori. Für den Verein absolvierte er 34 Ligaspiele. 2016 wechselte er zum Ligakonkurrenten Blaublitz Akita. Für den Verein absolvierte er vier Ligaspiele. Ende 2016 beendete er seine Karriere als Fußballspieler.